# Болос из Мендеса
Бол или Болос из Мендеса (древнегреческий: Βῶλος Μενδήσιος; III век до н.э.) — один из первых авторов химического трактата о природе превращений в минеральном царстве, в некоторых исследованиях назван первым алхимиком. Предположительно, Болос был последователем мистической египетской традиции, в особенности заклинаний. Они часто присутствуют в его сочинениях с акцентом на звуки и контроль дыхания. Предположительно, Болос был приверженцем философии Пифагора. В своих сочинениях Болос соединяет египетские и греческие элементы и развивает принципы, которые впоследствии легли в основу алхимической натурфилософии.
Является автором философских и мистических сочинений, многие из которых не сохранились до наших дней. Одно из наиболее известных его произведений — книга «Естественное и тайное». До настоящего времени сохранилась только во фрагментах. Книга состояла из четырёх частей, посвященных золоту, серебру, драгоценным камням и пурпуру.

## Биография
Болос родился в городе Мендесе, египетском городе в восточной части дельты Нила. Он жил во время правления Птолемеев I и II. Был очевидцем основания Александрийской библиотеки. Уверял, что получил свои знания от легендарного мага и алхимика Остана. У Болоса имелись последователи и ученики.

## Философия Болоса
Болос был убежден, что в основе всего сущего и материального лежит гармоническое единство. Сама же материя во всех её формах — текучая и непостоянная. Как следствие этого, одна форма материи может переходить в другую. Прежде всего неблагородные металлы, например свинец или железо, могут быть превращены в благородные, например в золото. В своих работах Болос приводит подробные примеры методов трансмутации золота. Можно, например, сплавить медь с металлическим цинком и получить латунь — сплав золотого цвета.
Болос пытался найти и систематизировать силы и элементы, похожие или антиподы (симпатии и антипатии), которые лежали в основе живых и неживых природных форм (камни, растения, животные, люди). Эти силы он хотел использовать для улучшения физического здоровья человека и его морали. Он также изучал «Естественные добродетели» (Φυσικὰ δυναμερά), симпатии и антипатии.

### Псевдо-Демокрит
Кроме того, некоторые из сочинений Болоса о магических свойствах животных, растений и драгоценных камней, и содержащие, кроме того, чисто практические советы, например, о земледелии, стали известны как труды Демокрита (ок. 460 — ок. 370 г. до н. э.). До сих пор не выяснено, была ли эта фальсификация намеренной. В определенной мере благодаря этим сочинениям с I в. до н. э. собственно Демокрит стал известен как исследователь природы, которому приписывали различные открытия и изобретения. Болос благодаря этому факту стал известен как Псевдо-Демокрит или Болос-Демокрит. Ещё в большей степени путанице способствовала теория образов форм, разработанная Болосом. Он считал, что объекты излучают потоки и флюиды. Реальный Демокрит тоже имел свою теорию о материи и формах.

### Работы
Сохранились фрагменты работ:
- Χειρόκμητα / Cheirokmeta: «Трюки» (в медицине, магии, алхимии и химии, металлургии, ветеринарии, ботанике, магии).
- Φυσικὰ και μυστικά / Phusika kai mustika: «Физика и мистические [вопросы]», восстановлена в 1928 году исследователем Wellmann.
- Περι συμαπθειων και άντιπαθειων / Peri sumpatheion kai antipatheion: некоторые симпатии и антипатии камней, растений и животных.
- Περι Θαυμάσιων / Peri thaumasion: «Книга чудес».
- Γεωργικα / Georgika, трактат о сельском хозяйстве.